# Dysderoides typhlos
Espèce
Dysderoides typhlos est une espèce d'araignées aranéomorphes de la famille des Oonopidae.

## Distribution
Cette espèce est endémique d'Uttarakhand en Inde. Elle se rencontre dans la grotte Moila cave à Chakrata.

## Description
La femelle décrite par Grismado, Deeleman-Reinhold, Piacentini, Izquierdo et Ramírez en 2014 mesure 2,25 mm.

## Publication originale
- Fage, 1946 : Araignées cavernicoles de l'Inde. Bulletin du Muséum National d'Histoire Naturelle de Paris, sér. 2, vol. 18, p. 382-388.